# Ravine Neiba
Die Ravine Neiba ist ein Fluss im Westen von Dominica im Parish Saint Joseph.

## Geographie
Die Ravine Neiba entspringt am Südhang des Morne Couronne in der Nähe der Quellen des Pagayer River (O). Sie verläuft zunächst nach Süden, biegt aber bereits bei Point Lolo um und verläuft von dort nach Nordwesten, durch Neiba Estate. Sie mündet bei Gould Estate/Cassada Gardens in die Ravine Dublanc.